# Rendalen
Rendalen – norweskie miasto i gmina leżąca w regionie Hedmark.
Rendalen jest 11. norweską gminą pod względem powierzchni.

## Demografia
Według danych z roku 2005 gminę zamieszkuje 2105 osób. Gęstość zaludnienia wynosi 0,66 os./km². Pod względem zaludnienia Rendalen zajmuje 334. miejsce wśród norweskich gmin.
| ludność stan na 1 stycznia 2005 |         |           |       |
|                                 | kobiety | mężczyźni | razem |
| osób                            | 1072    | 1033      | 2105  |
| %                               | 50,93%  | 49,07%    | 100%  |

| wykształcenie stan na 1 października 2004 |        |         |        |        |
|                                           | podst. | średnie | wyższe | niezn. |
| osób                                      | 482    | 1018    | 236    | 26     |
| %                                         | 27,36% | 57,78%  | 13,39% | 1,48%  |

## Edukacja
Według danych z 1 października 2004:
- liczba szkół podstawowych (norw. grunnskolar): 2
- liczba uczniów szkół podst.: 261

## Władze gminy
Według danych na rok 2011 administratorem gminy (norw. rådmann) jest Anne Lise Trøen, natomiast burmistrzem (norw. ordfører, d. borgermester) jest Norvald Illevold.